# Evolver (311)
Evolver è il settimo album in studio del gruppo musicale statunitense di rock alternativo 311, pubblicato nel 2003.

## Tracce
1. Creatures (For a While) (Hexum/Mahoney/Martinez) - 4:27
2. Reconsider Everything (Hexum/Martinez) - 2:50
3. Crack the Code (Hexum/Martinez) - 3:55
4. Same Mistake Twice (Hexum) - 3:22
5. Beyond the Gray Sky (Mahoney/Hexum/Martinez) - 4:18
6. Seems Uncertain (Hexum) - 3:36
7. Still Dreaming (Sexton/Hexum/Martinez) - 3:41
8. Give Me a Call (Hexum/Sexton/Martinez) - 3:21
9. Don't Dwell (Hexum/Wills) - 2:40
10. Other Side of Things (Sexton/Hexum/Martinez) - 3:08
11. Sometimes Jacks Rule the Realm (Hexum) - 6:37 
  - Coda (traccia nascosta; Wills/Hexum) - 1:11

## Formazione
- Nick Hexum - voce, chitarra
- SA Martinez - voce, scratches
- Chad Sexton - batteria
- Tim Mahoney - chitarra
- Aaron "P-Nut" Wills - basso, violino, percussioni

## Classifiche
| Classifica (2003) | Posizione raggiunta |
| ----------------- | ------------------- |
| Stati Uniti       | 7                   |